# Kupferhort von Lüstringen

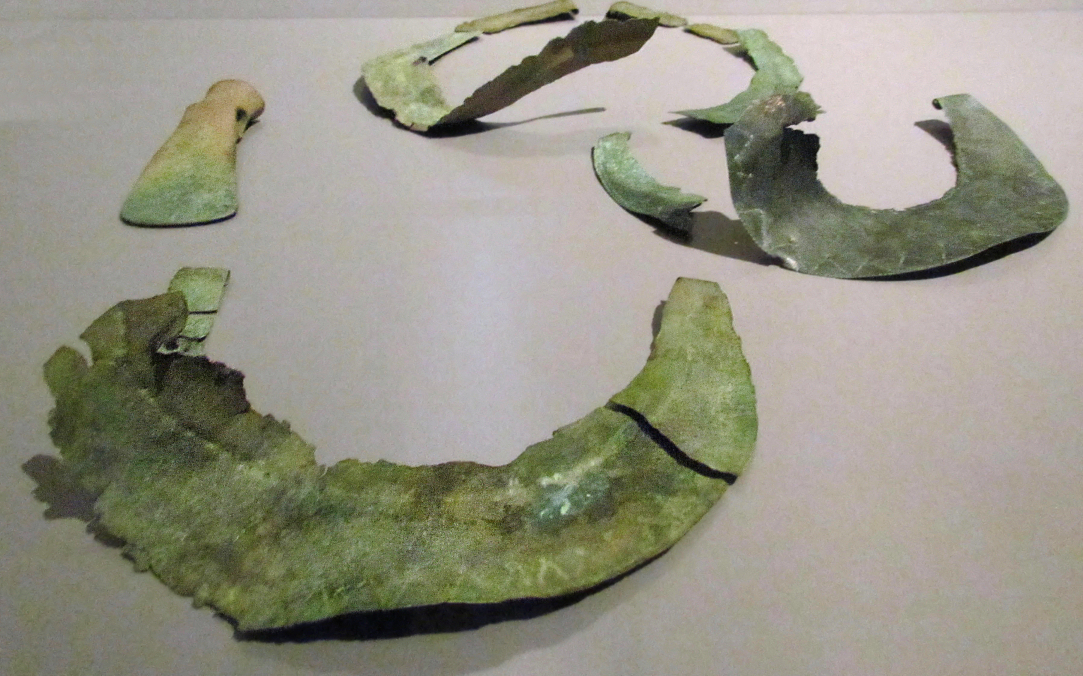
Der Kupferhort von Lüstringen, bestehend aus drei Lunulae und einer Axt

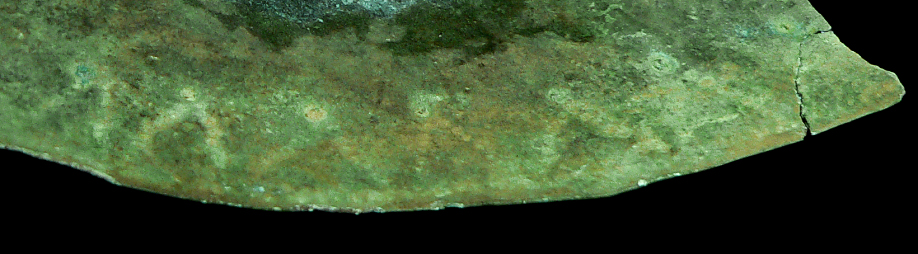
Randverzierungen auf einer Lunula

Der Kupferhort von Lüstringen ist ein Depotfund mit Kupfergegenständen, der aus drei Lunulae und einer frühen Axt besteht. Der Hort wurde Mitte des Jahres 2016 beim Bau eines Regenrückhaltebeckens beim Osnabrücker Stadtteil Lüstringen in Niedersachsen entdeckt. Archäologen rechnen den etwa 5000 Jahre alten Fundkomplex der Trichterbecherkultur (TBK) in der Jungsteinzeit zu. Die Fundstücke zählen zu den ältesten Metallprodukten in Norddeutschland.

## Fundstelle

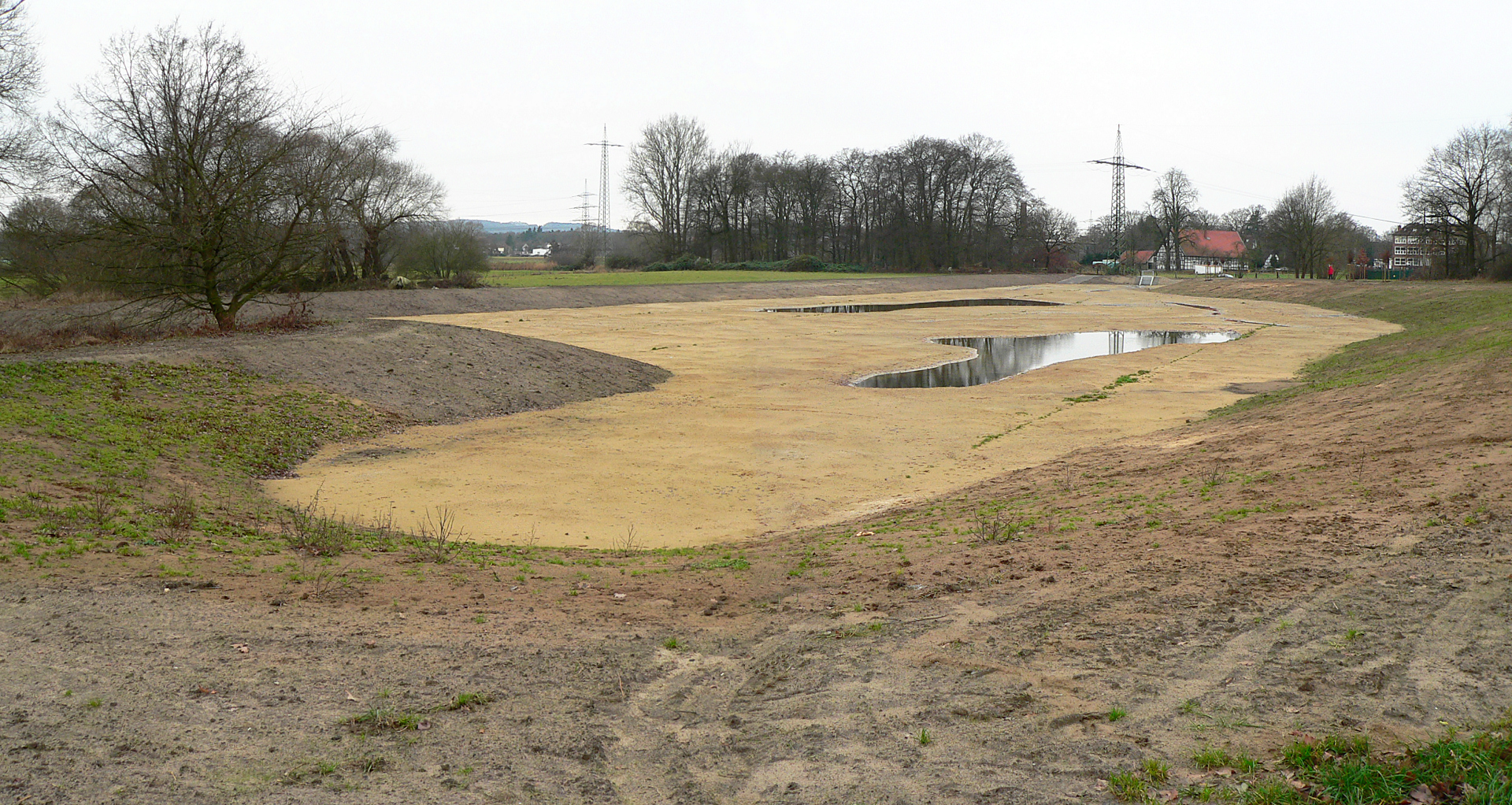
Die Fundstelle liegt innerhalb des 2016 erstellten Regenrückhaltebeckens

Der Hort wurde am östlichen Stadtrand von Osnabrück auf einer landwirtschaftlich genutzten Fläche östlich der Sandforter Straße nahe einem Unterwerk der Deutschen Bahn gefunden. Dies ist ein Bereich am Rande der Haseniederung zwischen der Bahnstrecke Osnabrück–Hannover im Norden und dem Fluss im Süden, an den sich südlich ein Niederungsmoor anschließt. Die Fläche liegt unmittelbar südlich der Hauptsiedlung von Lüstringen, gehört jedoch offiziell zum Stadtteil Voxtrup.
Die Planungen zum Bau des Regenrückhaltebeckens im Bereich der späteren Fundstelle bestanden seit dem Jahr 2006. Die Stadt- und Kreisarchäologie Osnabrück war seit 2012 von dem Bauvorhaben unterrichtet. Das Becken war als Bodenaushub auf einer Ackerfläche mit Eschboden vorgesehen. Diese im Osnabrücker Land weit verbreitete Bodenart wird vor Baumaßnahmen üblicherweise auf Funde überprüft, da bei Eschflur vorgeschichtliche Fundstellen oberflächlich nicht erkennbar sind. In Kenntnis der Lage in einem Niederungsbereich prognostizierten die Archäologen eine geringe Fundhäufigkeit für historische Hinterlassenschaften, da sie in dem feuchten Gelände keine Siedlungsstrukturen erwarteten. Daher unterblieb eine archäologische Voruntersuchung, deren Kosten gemäß dem im Niedersächsischen Denkmalschutzgesetz verankerten Verursacherprinzip durch den Bauherren in Form der Stadtwerke Osnabrück zu tragen gewesen wären.

## Fund

### Entdeckung
Die Bauarbeiten zur Herstellung des geplanten Regenrückhaltebeckens in Voxtrup begannen Anfang Juni 2016, nachdem ein Bauunternehmen von den Stadtwerken Osnabrück damit im Mai 2016 beauftragt worden war. Bei der Beobachtung der Baustelle mittels eines Metalldetektors stieß ein Sondengänger am 22. Juni 2016 auf die Fundstücke, als er bei den Bauarbeiten den Abtrag des Oberbodens begleitete. Sie lagen dicht unter der Oberfläche im mittelalterlichen Eschboden. Der Sondengänger meldete den Fund unverzüglich der Stadt- und Kreisarchäologie Osnabrück, in deren Auftrag er ehrenamtlich tätig war. Er ist vom Niedersächsischen Landesamt für Denkmalpflege ausgebildet worden und besaß eine Genehmigung für diese Art der Prospektion. Archäologen bargen den Hort unverzüglich als Blockbergung, da sie noch weitere Fragmente der Fundstücke im Boden vermuteten. Unmittelbar nach dem Fund führte ein Grabungsunternehmen im Baustellenbereich auf 5000 m² eine Ausgrabung durch. Sie erbrachte weitere Befunde aus urgeschichtlicher Zeit, wie Leichenbrandlager aus der jüngeren Bronzezeit und Siedlungsspuren aus der vorrömischen Eisenzeit.
Die Archäologen ließen den etwa 500 Kilogramm schweren Erdblock in der Größe von 75 × 100 cm zunächst mittels Computertomographie durchleuchten. Anhand einer daraufhin angefertigten 3D-Visualisierung ließ sich die Lage rekonstruieren, in der sich die Fundteile im Boden befanden. Im Röntgenbild war darüber hinaus die Grube erkennbar, die bei der Niederlegung ausgehoben wurde. Erst nach den nichtinvasiven Untersuchungen kam es zum Freipräparieren der Fundstücke aus dem Erdblock. Dies erfolgte unter Laborbedingungen in der Restaurierungswerkstatt des Niedersächsischen Landesamtes für Denkmalpflege in Hannover.

### Beschreibung
Zum Hort gehören eine kupferne Knaufhammeraxt, deren Hauptverbreitungsgebiet im östlichen und südöstlichen Europa lag, sowie drei Lunulae, die eher aus dem westeuropäischen Raum bekannt sind. In Deutschland sind Lunalae sehr seltene Fundstücke. Die gefundenen drei Lunulae sind aufwändig verziert, unter anderem mit einem großflächigen zickzackförmigen Band. Sie weisen Durchbohrungen auf, sodass die Forscher davon ausgehen, dass an ihnen Stoff aufgenäht war und sie als Hals- oder Brustschmuck dienten. Eine Vorstellung davon, wie die Trageweise aussah, findet sich auf dem Statuenmenhir von Schafstädt. Die Artefakte waren leicht deformiert aufgrund ihrer oberflächennahen Lagerung im Boden. Da sie nicht tief vergraben waren, kam es bei der Feldbearbeitung im Mittelalter zu Beschädigungen durch Erdbewegungen.

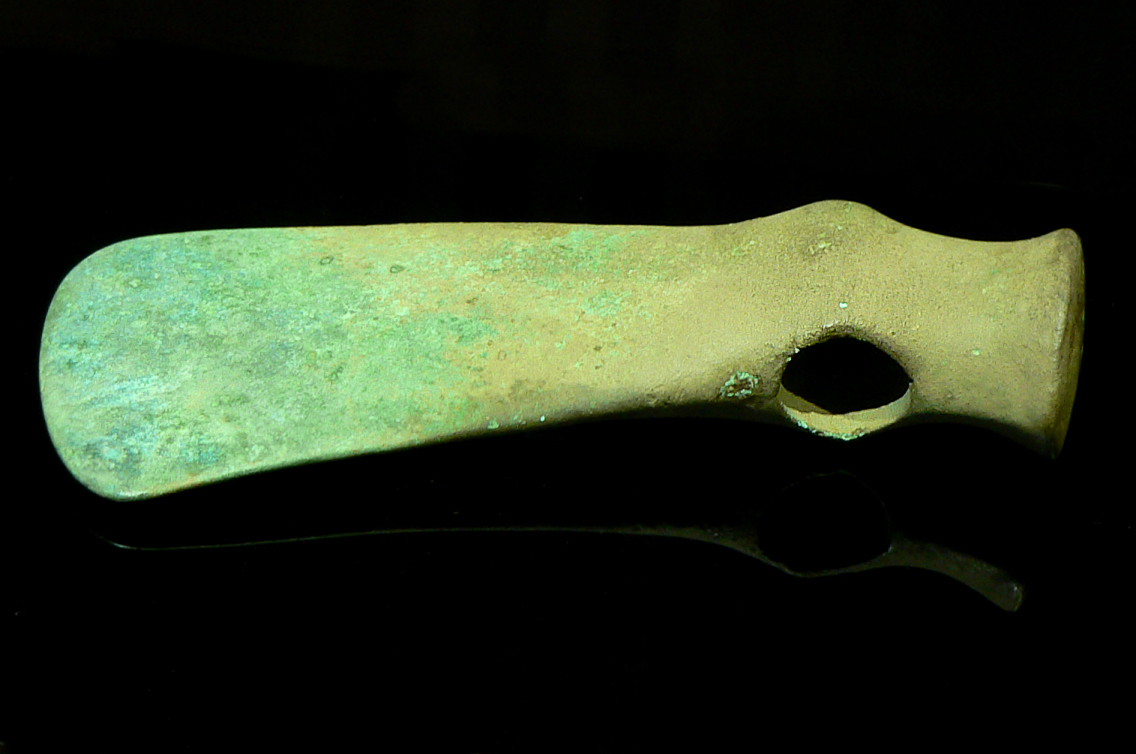
Kupferaxt
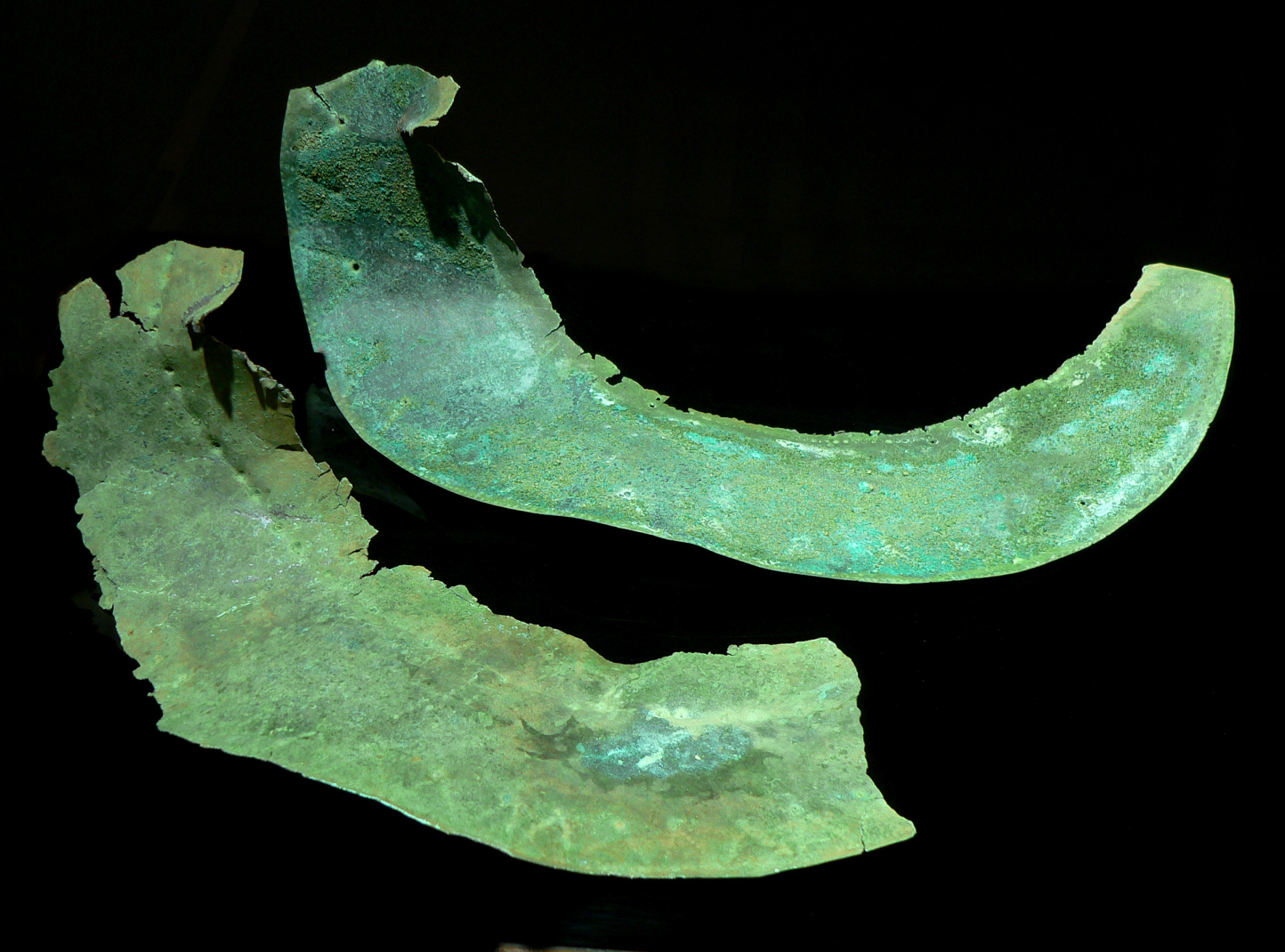
Zwei Lunulae
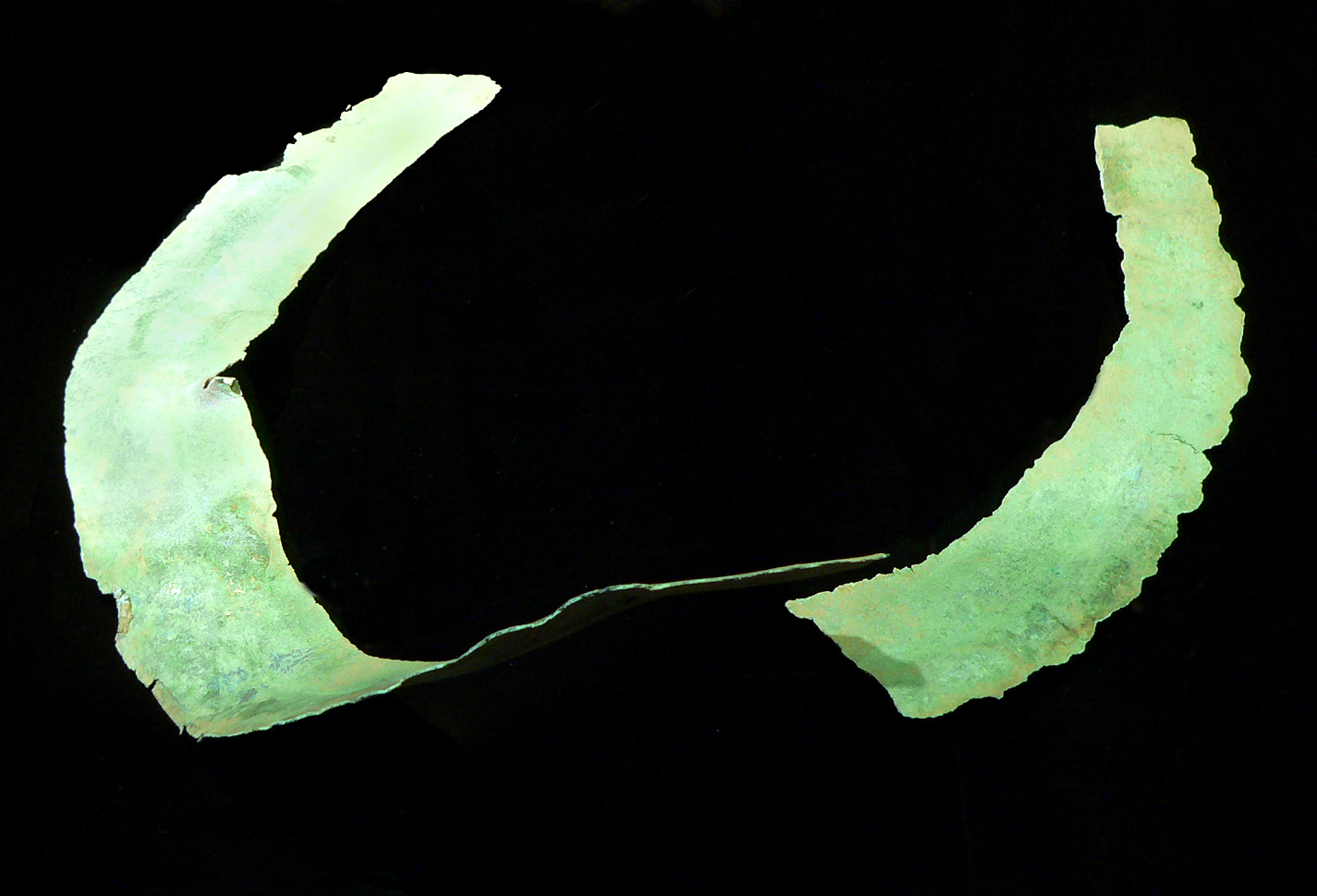
Eine Lunula in zwei Teilen
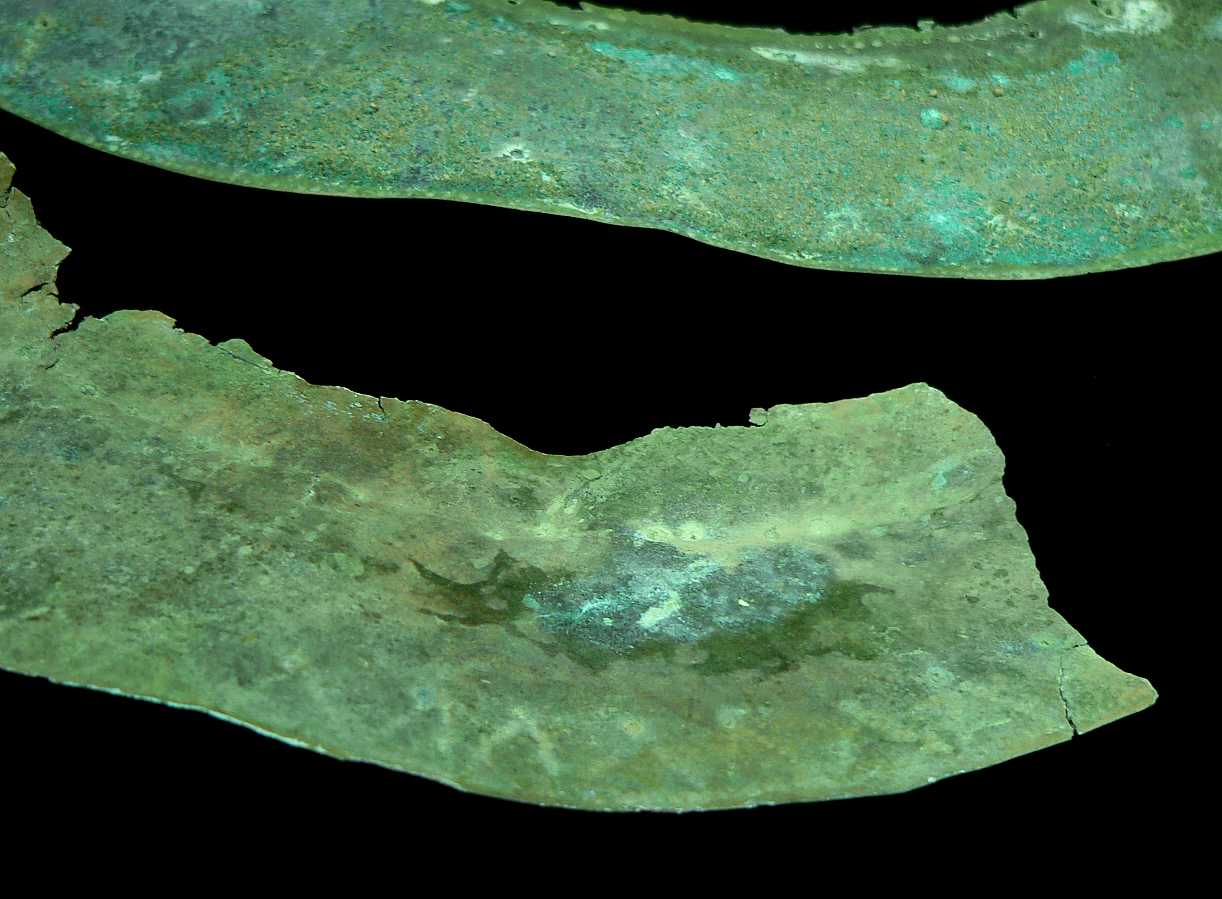
Detail: Randverzierung

### Alter und Herkunft

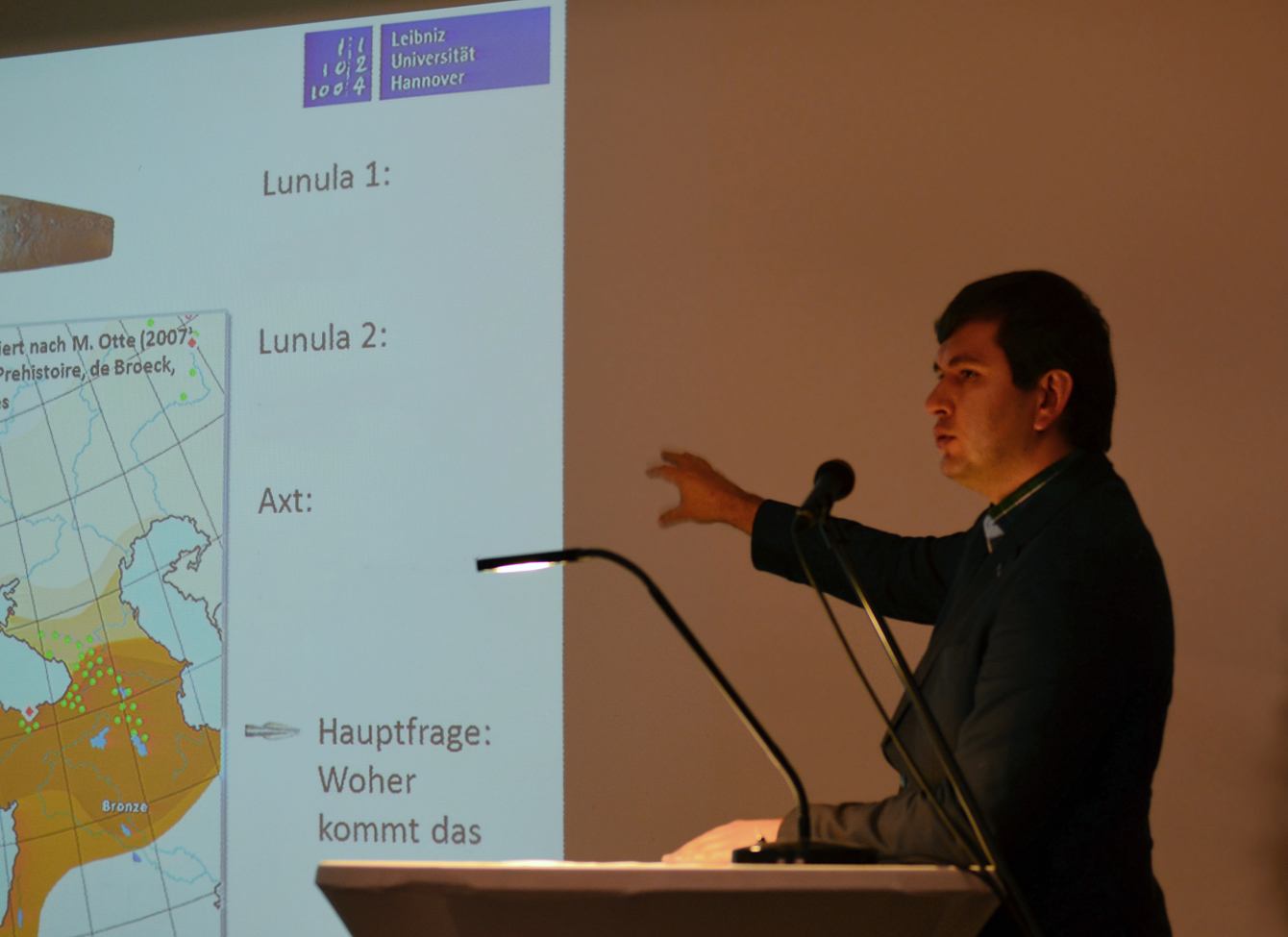
Der Archäometallurg Robert Lehmann bei der Erstvorstellung der Funde

Anfangs gingen die Forscher vom archäologischen Zusammenhang her von einem Alter von 2000 bis 2500 v. Chr. der Fundstücke aus und rechneten sie der Zeit der Einzelgrabkultur zu. Laut der Einschätzung des Osnabrücker Archäologen Bodo Zehm seien die Metalle nicht in der Fundgegend hergestellt worden, da die entsprechenden Rohstoffe und Verarbeitungskenntnisse dort noch nicht vorhanden waren. Der Forscher nahm an, dass die Lunulae aus dem Karpatenbecken oder noch weiter entfernt aus Vorderasien stammen und nach einem dort entwickelten Fertigungsverfahren hergestellt wurden. Dort wurden bereits vor 8000 Jahren hochwertige kupferne Schmuckstücke gefertigt, die über Handelsverbindungen ins nördliche Mitteleuropa kamen.
Archäometallurgische Untersuchungen datierten die Lunalae in die Zeit zwischen etwa 3300 bis 3000 v. Chr. und deuten auf eine Herkunft aus dem ostalpinen Raum. Die Knaufhammeraxt wurde auf etwa 4000 v. Chr. datiert bei einer Herkunft aus dem südosteuropäischen Raum. Damit sind die Fundstücke der Zeit der Trichterbecherkultur zuzurechnen.
Laut den Untersuchungen des Chemikers Robert Lehmann vom Arbeitskreis Archäometrie an der Leibniz Universität Hannover bestehen die Objekte aus Kupfer mit teilweise hohen Anteilen an Arsen und Bismut. Der hohe Arsengehalt erleichterte die Verarbeitung beim Schmelzen sowie Gießen und lässt das Metall sehr hell erscheinen. Ob die Beimengungen natürlich sind oder ob es sich um Legierungen handelt, wird noch untersucht. Die Verzierungen und die Verarbeitung der Lunulae durch Guss sowie Schmieden zeugen von hoher metallhandwerklicher Kenntnis.

### Präsentation

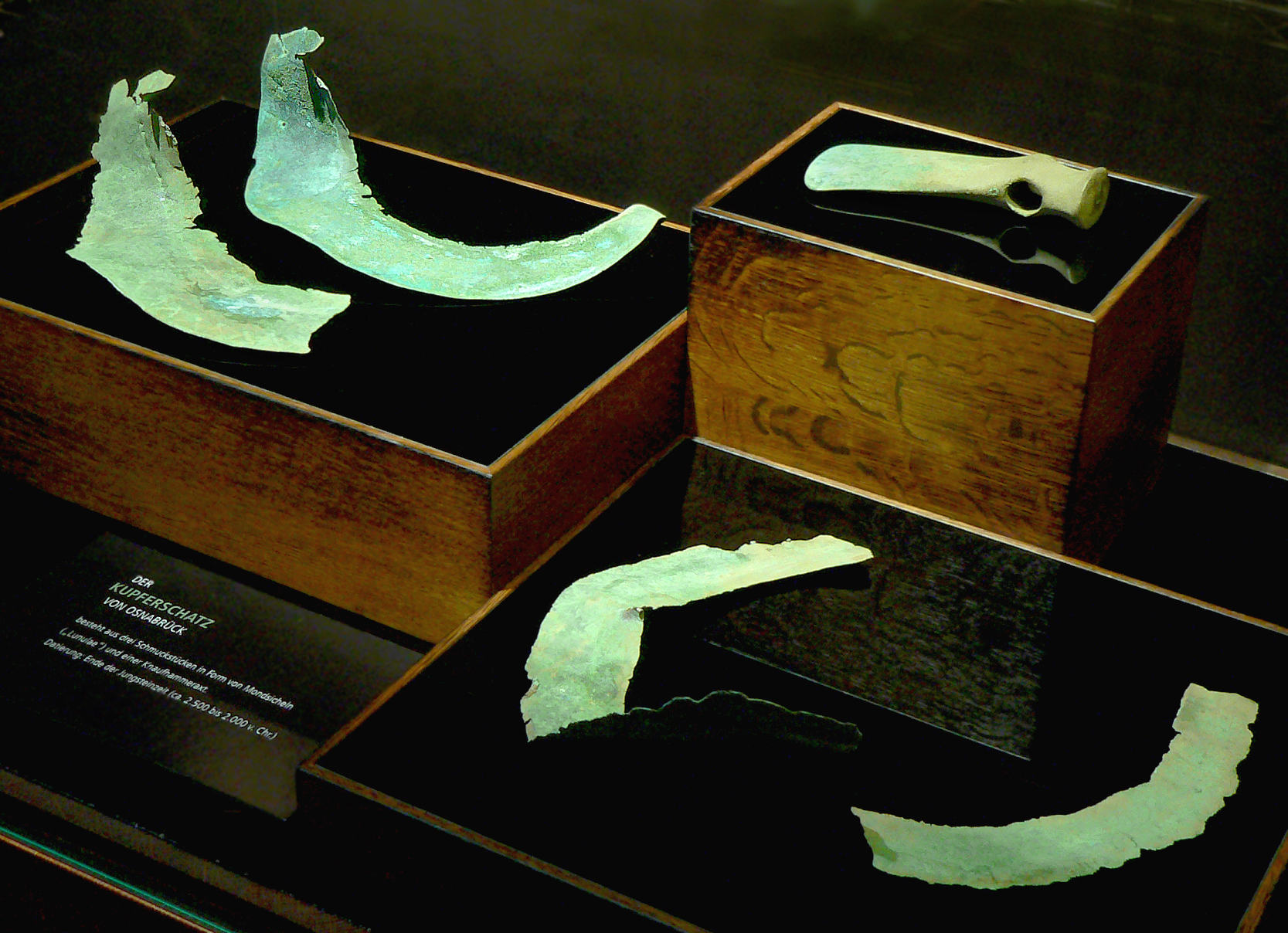
Der Kupferhort in der Erstausstellung

Der Öffentlichkeit wurde der Fund erstmals am 15. Dezember 2016 im Kulturgeschichtlichen Museum Osnabrück mit einer vorläufigen Analyse der wissenschaftlichen Untersuchungen vorgestellt. Dies erfolgte als Eröffnung der Ausstellung Der Kupferschatz von Osnabrück, in deren Rahmen das Fundensemble einen Monat lang gezeigt wurde. Diese erste museale Präsentation erfolgte in unrestauriertem Zustand, so wie die Fundstücke ein halbes Jahr zuvor original aus dem Boden entnommen worden waren. Zur Entdeckungsgeschichte des Horts entstand ein 15-minütiger Dokumentarfilm. Er zeigt unter anderem die Suche mit dem Metalldetektor, die Ausgrabungsarbeiten und das Freipräparieren der Fundstücke in der Restaurierungswerkstatt des Landesdenkmalamtes Hannover.

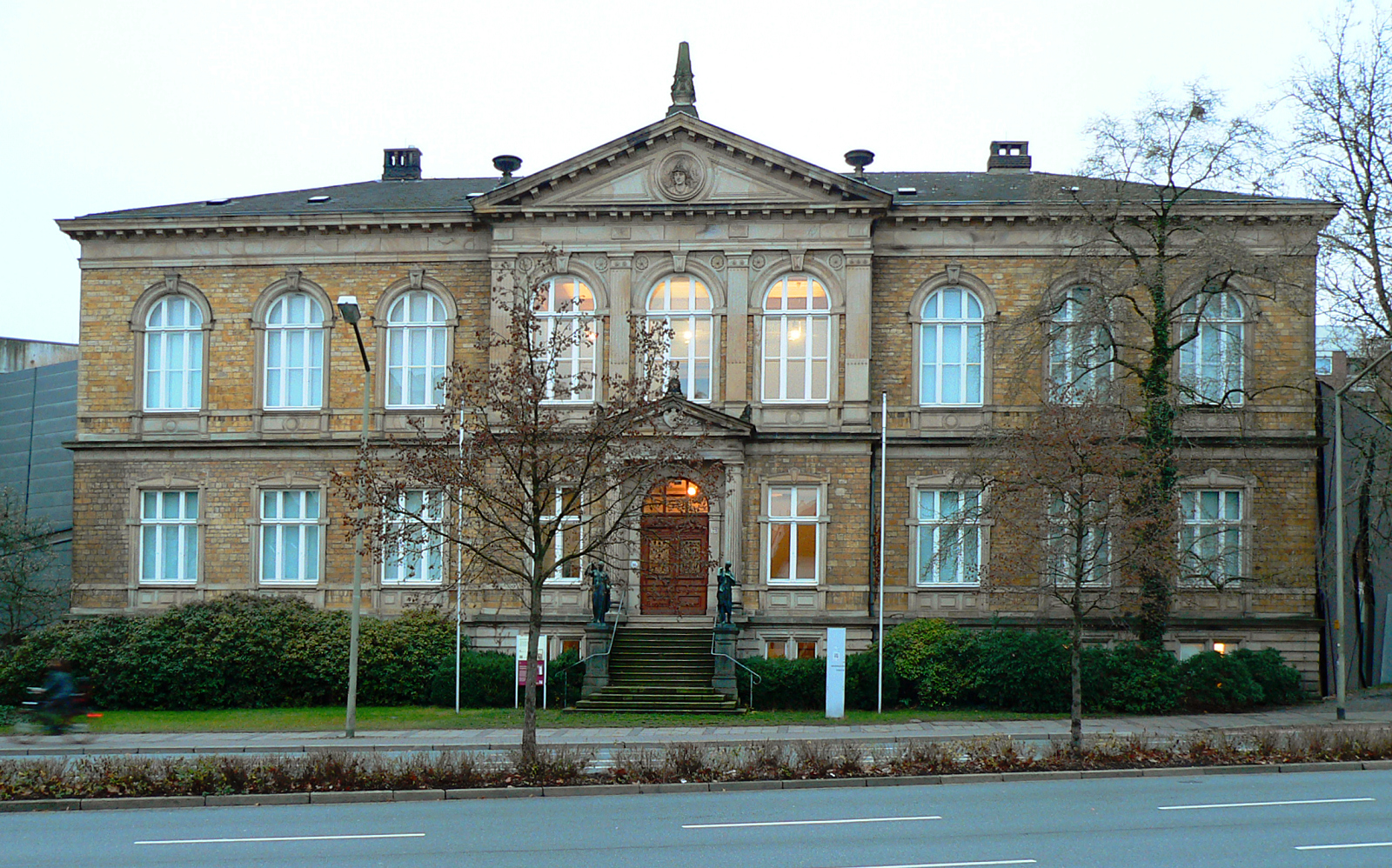
Erstausstellung der Fundstücke im Kulturgeschichtlichen Museum Osnabrück
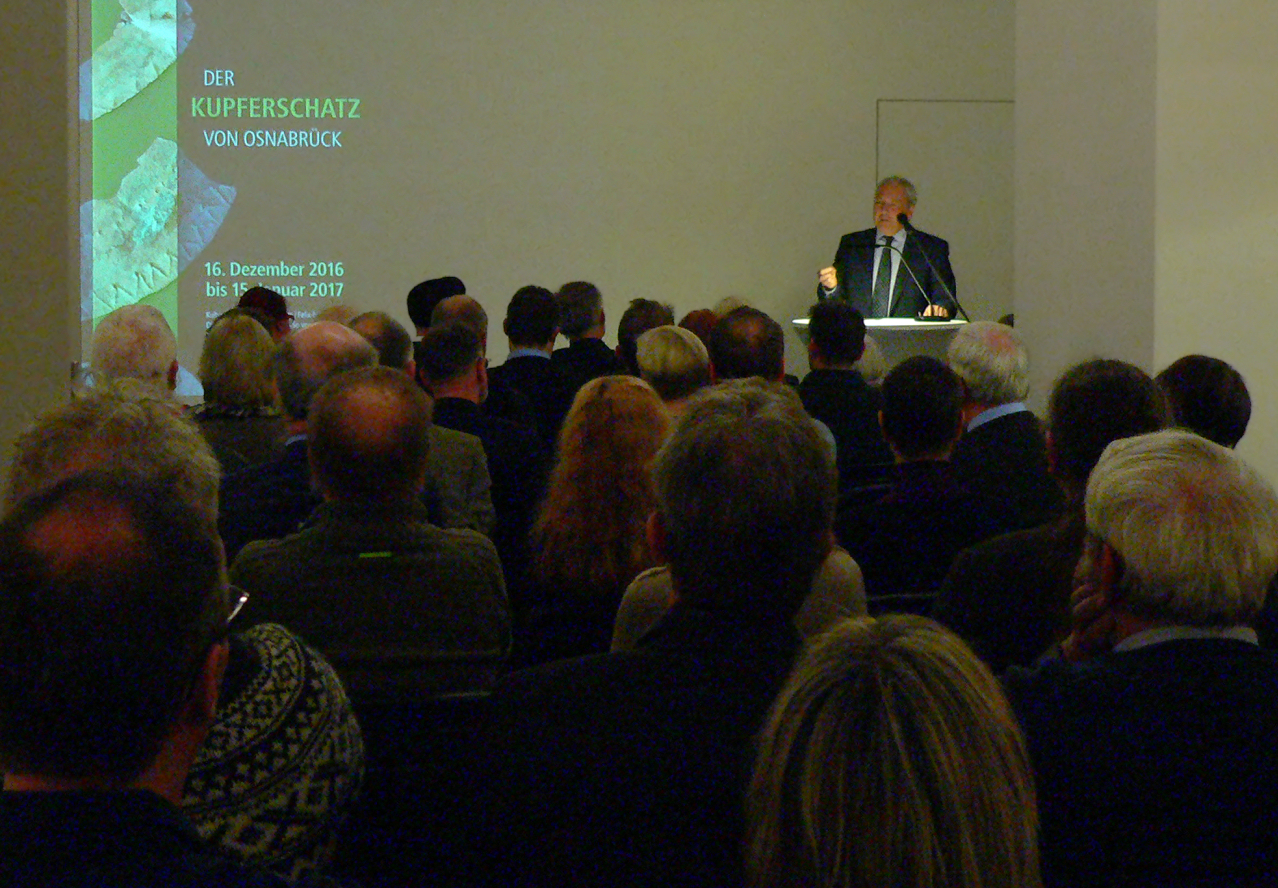
Eröffnung der Erstausstellung
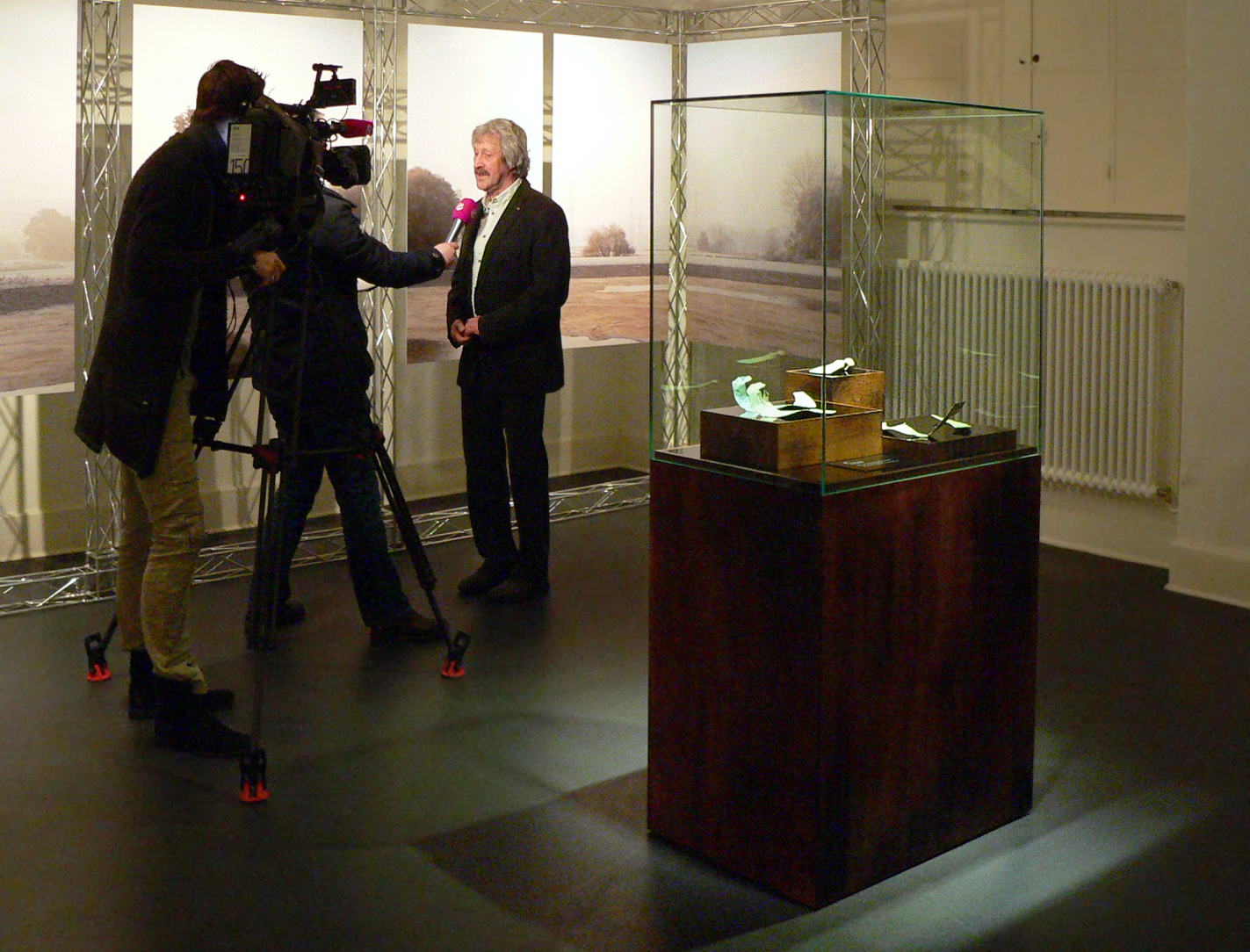
Der Osnabrücker Archäologe Bodo Zehm bei der Erstvorstellung der Funde, rechts in der Vitrine
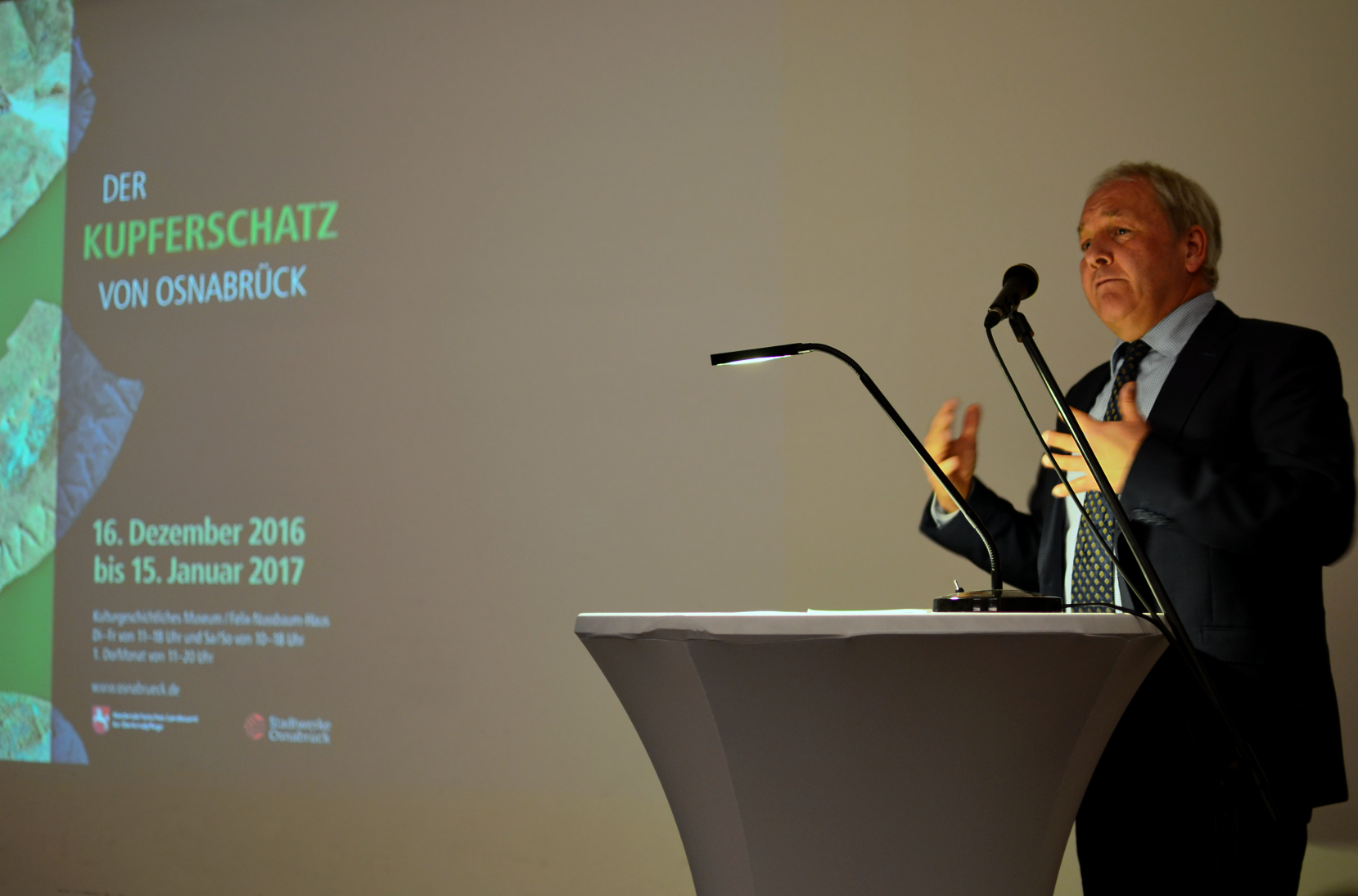
Der niedersächsische Landesarchäologe Henning Haßmann bei der Erstvorstellung der Funde

Das Fundensemble steht nach dem im Niedersächsischen Denkmalschutzgesetz niedergelegten Schatzregal im Eigentum des Landes Niedersachsen. Da bedeutende Funde üblicherweise in Landesmuseen ausgestellt werden, sollte der Hort nach weiteren Untersuchungen und Restaurierungen dauerhaft in das Landesmuseum für Natur und Mensch in Oldenburg kommen. Der Osnabrücker Landtagsabgeordnete Burkhard Jasper (CDU) forderte hingegen einen Verbleib der Fundstücke in Osnabrück, um sie im Kontext der örtlichen Archäologie zu zeigen.
Vom 21. September 2018 bis 6. Januar 2019 wurde der Kupferhort im Martin-Gropius-Bau in Berlin in der Ausstellung Bewegte Zeiten. Archäologie in Deutschland gezeigt, die aus Anlass des Europäischen Kulturerbejahres 2018 stattfand.
Vom 13. Oktober 2020 bis 2. Februar 2021 wurden die Fundstücke im Rahmen der Ausstellung BodenSchätze – Geschichte(n) aus dem Untergrund 2.0 im Forschungsmuseum Schöningen präsentiert.
Seit April 2023 ist der Fund Teil der neuen Dauerausstellung im Museum am Schölerberg in Osnabrück.

### Landtagsanfrage zu den Fundumständen
Im September 2016 stellte der Landtagsabgeordnete Burkhard Jasper aus Osnabrück zum Hortfund eine Kleine Anfrage an die Niedersächsische Landesregierung. Die Fragestellung mit dem Titel „Wären die Fundgegenstände in der Stadt Osnabrück mit einem Alter von etwa 4500 Jahren beinahe verloren gegangen?“ enthält auf Grundlage eines Zeitungsartikels in der Neuen Osnabrücker Zeitung vom 27. Juli 2016 fünf Fragen zu den Fundumständen sowie bezüglich der Information der Öffentlichkeit und einer dauerhaften Präsentation der Fundstücke in Osnabrück. Der Abgeordnete fragte unter anderem, warum das Niedersächsische Landesamt für Denkmalpflege nicht über das Bauvorhaben informiert wurde und warum im Vorfeld der Bauarbeiten keine nähere archäologische Untersuchung des Eschbodengeländes erfolgten. Darauf antwortete die damalige Niedersächsische Ministerin für Wissenschaft und Kultur Gabriele Heinen-Kljajić (Bündnis 90/Die Grünen) namens der Landesregierung, dass die Stadt- und Kreisarchäologie Osnabrück als Untere Denkmalbehörde originär zuständig war. Laut dem Ministerium ließ die Lage in einem Niederungsbereich die Wahrscheinlichkeit für archäologische Funde als gering erscheinen. Es handele sich beim Fundort um eine Sonderfundstelle außerhalb der Siedlungsstruktur, an der die Gegenstände intentionell niedergelegt wurden. Das heißt, dass der Hortfund nicht zu erwarten war.

## Bedeutung
In Deutschland ist bisher kein vergleichbarer Fundkomplex entdeckt worden. Forscher messen dem unter wissenschaftlichen Bedingungen geborgenen Kupferschatz von Osnabrück eine überregionale bis nationale Bedeutung zu. Wegen der weitgehend metallfreien Jungsteinzeit in Norddeutschland vermuten sie eine weit entfernte Herkunft der Objekte. Der Fund liefere einen wichtigen Beitrag zur Diskussion um die frühe Metallurgie, ebenso die Herausbildung von Eliten in der ausgehenden Jungsteinzeit. Für die damals lebenden Menschen dürfte der Metallschmuck einen sehr hohen Wert dargestellt haben. Die besondere Bedeutung der Lunulae liege in ihrem Alter und der Fertigung aus Kupfer. Die bisher bekannten Lunulae sind aus Gold oder in seltenen Fällen aus Bronze und stammen aus der Bronzezeit.
Wie bei anderen frühen Hortfunden ist das Motiv für die Ablage der Gegenstände nicht bekannt. Wegen der Seltenheit von Metallen handelte es sich damals um Prestigeobjekte. Das Vergraben von wertvollem Besitz ist ein archäologisch nachweisbares Ritual, bei dem meist ein kultischer Hintergrund vorliegt. Dieses Motiv vermuten die Archäologen auch beim Kupferschatz von Osnabrück. Dafür spreche die Vergesellschaftung der Lunulae mit einer Knaufhammeraxt, die sonst nur bei Deponierungen im Zusammenhang mit einer Weihung gefunden wurde. Hinzu komme die Ablage in einer landschaftlich exponierten Situation zur Unterstreichung des kultischen Charakters. Dies ist beim Kupferschatz gegeben, da die Fundstelle nahe einem alten Fernweg liegt, dessen Trasse die Flussniederung der Hase mit einer Furt durchquert. Darauf weist der Name der heutigen Sandforter Straße (sandige Furt) hin. Den Fernweg, der bis ins Mittelalter eine Bedeutung hatte, säumen Megalith- sowie Großsteingräber und Grabhügel.
Der damalige Präsident des Niedersächsischen Landesamtes für Denkmalpflege Stefan Winghart hielt einen kulturell-soziologischen Zusammenhang des Kupferschatzes zu diesen steinzeitlichen Anlagen (wie den etwa einen Kilometer von der Fundstelle entfernten Teufelssteinen und den rund 500 Meter entfernten Gretescher Steinen) für sehr wahrscheinlich.